# Грин, Дэвид Хедли
Дэвид Хедли Грин (англ. David Headley Green; 29 февраля 1936, Лонсестон, Тасмания — 6 сентября 2024) — австралийский учёный: геолог и петролог.

## Биография
Родился 29 февраля 1936 года в городе Лонсестон австралийского штата Тасмания. 
Окончил университет Тасмании, где одним из его учителей был идеолог новой глобальной тектоники Сэмюел Кэри. В 1956 году Дэвид Грин приступил к полевым и лабораторным исследованиям состава ультраосновных пород северной части Тасмании. Проделанная работа позволила ему получить в 1957 году степень бакалавра по геологии в университете Тасмании. Продолжил работать геологом Бюро минеральных ресурсов, геологии и геофизики Австралии (1957–1959 годы), изучал породы на севере штата Квинсленд и в Папуа–Новой Гвинее. В 1960 году защитил магистерскую диссертацию по специальности «петрология» в родном университете. В 1959–1962 году учёный начал подготовку докторской диссертации и  обрабатывал материал полевых исследований в университете Кембриджа под руководством Сесила Тилли.
Получив степень доктора философии (PhD) в Кембридже 1962 году, Грин продолжил научно-исследовательскую работу в Австралийском национальном университете, где началось его сотрудничество с геохимиком и петрологом Альфредом Рингвудом, который был одним из инициаторов создания при университете Института наук о Земле. С 1974 года Дэвид Грин стал читать в университете лекции на факультете геофизики и геохимии. В 1977 году был приглашен в университет Тасмании на должность профессора геологии и занимал этот пост до 1993 года. В этом университете в 1988 году получил степень доктора наук по петрологии и геохимии. В 2000-х годах Грин занимался изучением глубинных процессов в зоне субдукции, разработке концепции высокотемпературных мантийных плюмов, продолжал экспериментальные работы по изучению магм.
В 1988–1990 годах Д. Грин был вице-президентом, а в 1990–1992 годах — президентом Геологического общества Австралии. В 1991–1993 годах был главным научным советником Министерства культуры, спорта, окружающей среды и территорий Австралии, а также входил в Координационный комитет по науке и технике Кабинета премьер-министра. В Австралийскую академию наук был избран в 1974 году. В 1991 году был избран членом Королевского общества Лондона. В 1994–1998 годах входил в Совет Международной минералогической ассоциации.
22 мая 2003 года австралийский учёный был избран иностранным членом Российской академии наук по Отделению наук о Земле, секция геологии, геофизики, геохимии и горных наук (геохимия).
В 2002 году он вышел на пенсию, продолжая научные исследования в Институте наук о Земле.
Умер 6 сентября 2024 года в городе Хогарте штата Тасмания в Австралии.

## Заслуги
- За свою научно-исследовательскую и педагогическую работу в области наук о Земле (петрология и геохимия) в 2006 году Грин был удостоен звания члена Ордена Австралии (Member of the Order of Australia).
- Обладатель двух академических наград: медали Мосона (1982) и медали Джегера (стал первым её лауреатом в 1990 году).
- Королевское общество Нового Южного Уэльса в 1967 году наградило Грина медалью Эджуорта Дэвида. В 1993 году его заслуги были отмечены медалью Королевского общества Тасмании.
- В 1985 году он был избран почетным иностранным членом Европейского союза наук о Земле.
- Почетный иностранный член Геологического общества Америки с 1986 года.
- Обладатель медали Абрахама Готтлоба Вернера Немецкого минералогического общества (1998) и медали Мурчисона Геологического общества Лондона (2000).